# Ruslands årtusinde
58°31′16.05″N 31°16′30.87″Ø / 58.5211250°N 31.2752417°Ø
Ruslands årtusinde (russisk: Тысячелетие России) er et bronzemonument, der er opstillet i byen Velikij Novgorods kreml. Det 15,7 meter høje monument er opført i 1862 til fejringen af 1000-året for Ruriks ankomst til Novgorod; en begivenhed, der traditionelt anses som begyndelsestidspunktet for den russiske stat.
Monumentet blev i 1992 optaget på UNESCO's verdensarvsliste i henhold til kriterierne ii, iv og vi.

## Historie
Der blev i 1859 udskrevet en konkurrence om at skabe et monument til fejringen. Arkitekten Viktor Hartmann og kunstneren Mikhail Mikesjin blev erklæret vindere af konkurrencen. Mikeshin havde tegnet et grandiøst 15 meter højt rigsæble på en klokkeformet piedestal. Monumentet skulle omgives med adskillige lag af skulpturer af russiske monarker, gejstlige, generaler og kunstnere, der havde præget Rusland gennem landets historie.
Mikeshin var ikke selv skulptør, hvorfor monumentets 129 forskellige statuer blev fremstillet af datidens førende russiske skulptører. Noget overraskende for et sådant offentligt projekt blev zarerne og generalerne afbildet side om side med 16 fremtrædende personligheder i russisk kultur: Lomonosov, Pusjkin, Lermontov, Gogol, Karl Brullov, Mikhail Glinka, etc. Det er bemærkelsesværdigt, at Ivan den Grusomme ikke er afbildet på monumentet, hvilket skyldes hans rolle Novgorod-massakren i 1570. Ved siden af de moskovitiske fyrster er afbildet de litauiske fyrster Gediminas og Vytautas den Store, der regerede over østslaverne i det nuværende Hviderusland og Ukraine.
Det kostede 400.000 rubler at fremstille monumentet, hvilket gjorde det til det indtil da dyreste monument i Rusland. De fleste af pengene kom fra donationer. Til brug for piedestalen på den store skulptur blev fragtet 16 granitblokke, der hver vejer 35 tons, fra Sortavala til Novgorod. Bronzemonumentet i sig selv vejer 100 tons.
Da monumentet blev afsløret den 20. september (gregorianske kalender) 1862, mente mange kunstkritikere, at monumentet var overlæsset med figurer. Tilhængere af monumentet anså derimod Mikeshins design som harmonisk i rammerne indenfor Kreml og fint indpasset til omgivelserne, herunder den nærliggende Sofiakatedral for 1000-tallet.
Under 2. verdenskrig demonterede tyskerne monumentet og forberedte flytning til Tyskland. Det lykkedes dog Den Røde Hær at generobre Novgorod inden dokumentet blev flyttet, og monumentet blev genopført i 1944.
Der afholdes i dag en årlig festival "Tusindeåret for Ruslands dåb" med afsæt i monumentet; den første nationale og religiøse festival i USSR/Rusland siden USSR i begyndelsen af 1980'erne opgav sin ateistiske politik.

## Toppen
| Billede | Beskrivelse |
| ------- | --- |
|         | En engel (en personificering af den ortodokse kirke), der støtter korset og velsigner en knælende kvinde i russisk nationaldragt, der læner sig mod et skjold med våbenskjold og datoen "1862". Figurerne er fremstillet af Ivan Schröder; korset er fremstillet efter Viktor Hartmann. Denne gruppe er opsat på toppen af rigsæblet (symbol på monarkens magt). Rigsæblet er påført inskriptionen: "Til tusindeåret for den russiske stat, der fandt sted under kejser Aleksandr 2. i året 1862" |

## Udsmykning på den mellemste del
| Billede | Navn                                         | Navn på russisk                           | Historisk år | Beskrivelse |
| ------- | -------------------------------------------- | ----------------------------------------- | ------------ | --- |
|         | Væringernes ankomst til Rus                  | Призвание варягов на Русь                 | 862          | Statuen af den første krigsfyrste Rurik med hjelm og skjold med inskription “år 6370" (siden verdens skabelse). Rurik har et skind om sine skuldre, bag ham den hedenske slaviske gud Veles. Figuren ser mod syd-vest mod retning af Kijev. |
|         | Kristningen af Kijevriget                    | Крещение Руси                             | 988          | I midten er storfyrst Vladimir den Store afbilledet med et ortodokst kors. Ved ham en kvinde, der holder sit barn til dåb og en slavisk peson afsætter den hedenske gud Perun. Kompositionen ser mod syd-øst. |
|         | Begyndelsen af fordrivelsen af tatarerne     | Начало изгнания татар                     | 1380         | Dmitrij Donskoj, sejrherren under Slaget ved Kulikovo, holder en russisk stridskølle i sin højre hånd. Ved fødderne ligger Mamai, den besejrede krigsherre fra Den Gyldne Horde. I sin venstre hånd holder Dmitrij Donskoj en erobret buntjuk, tatarernes symbol på magt. Kompositionen ser mod øst.                                                                      |
|         | Grundlæggelsen af det uafhængige Zar-Rusland | Основание самодержавного царства Русского | 1491         | Ivan den Store klædt som de byzantinske kejsere. I hænderne holder han et scepter og et rigsæble. Foran ham en knælende tater, ved siden ligger en litauer, der repræsenterer Storfyrstendømmet Litauen, samt en teutonisk ridder, der repræsenterer den Teutonske Orden. Kompositionen er rettet mod nord-øst.                                                           |
|         | Kroningen af Romanov-dynastiet               | Начало династии Романовых                 | 1613         | Den unge zar Mikhail af Rusland bestiger den russiske trone over at have afsluttet Forvirringens tid. Fyrst Dmitrij Pozjarskij, der repræsenterer adelen, beskytter ham med et sværd mens Kuzma Minin, der beskytter folket, giver ham rigsæblet og et scepter. I baggrunden ses en sibirisk kosak, der symboliserer den senere kolonisering af Sibirien.                 |
|         | Grundlæggelsen af det russiske imperium      | Образование Российской империи            | 1721         | Peter den Store med laurbærkrans og scepter i højre hånd er støttet af en engel, der viser ham vejen til nordvest, hvor den kommende by Sankt Petersborg skal blive grundlagt. Ved Peters fødder ses en svensker, der forsøger at beskytte det fiorrevne svenske flag, hvilket symboliserer den russiske sejr i Den Store Nordiske Krig. Kompositionen ser mod nord-vest. |

## Udsmykning på den nederste del
| Mænd af oplysningstiden: | Mænd af oplysningstiden:                                           | Statsmænd:               | Statsmænd:                                                | Militærpersoner og helte:             | Militærpersoner og helte:                            | Forfattere og kunstnere: | Forfattere og kunstnere:                          |
|                          | Cyril og Methodius, slavernes missionærer                          |                          | Jaroslav den Vise, Storfyrste af Kijev                    |                                       | Svjatoslav 1. af Kijev, Storfyrste af Kijev          |                          | Mikhail Lomonosov, polyhistor                     |
|                          | Olga af Kijev, Storfyrstinde af Kijev                              |                          | Vladimir Monomakh, Storfyrste af Kijev                    |                                       | Mstislav Mstislavitj, Fyrste af Novgorod og Galicien |                          | Denis Fonvizin, skuespilforfatter                 |
|                          | Vladimir den Store, Storfyrste af Kijev                            |                          | Gediminas, Storfyrste af Litauen                          |                                       | Daniel af Galicien, Fyrste af Galicien               |                          | Aleksandr Kokorinov, arkitekt                     |
|                          | Abraham, biskop af Rostov                                          |                          | Algirdas, Storfyrste af Litauen                           |                                       | Daumantas, Fyrste af Pskov                           |                          | Gavrila Dersjavin, poet og statsmand              |
|                          | Anton af Kijev, grundlægger af Huleklostret i Kijev                |                          | Vytautas, Storfyste af Litauen                            |                                       | Aleksandr Nevskij, Storfyrste af Vladimir-Suzdal     |                          | Fjodor Volkov, skuespiller                        |
|                          | Theodosius af Kijev, Munk fra Kijev                                |                          | Ivan den Store, Storfyrste af Moskva                      |                                       | Mikhail, fyrste af Tver                              |                          | Nikolai Karamzin, skuespilforfatter og historiker |
|                          | Kuksha af Kijev, munk fra Kijev                                    |                          | Sylvester, gejtlig og statsmand                           |                                       | Dmitrij Donskoj, Storfyrste af Moskva                |                          | Ivan Krylov, poet og fabelskriver                 |
|                          | Nestor, nedskriver af krøniken om Ruslands historie                |                          | Anastasia Romanovna, Ivan den Grusommes førstehustru      |                                       | Kęstutis, Storfyrste af Litauen                      |                          | Vasilij Zhukovskij, poet og oversætter            |
|                          | Cyril af den hvide sø, grundlægger af Kirillo-Belozerskij klostret |                          | Aleksej Adasjev, Ivan den Grusommes tætte ven og rådgiver |                                       | Daniil Kholmskij, general                            |                          | Nikolaj Gneditj, poet og oversætter               |
|                          | Stefan af Perm, biskop og missionær i Perm                         |                          | Hermogenes, Patriark af Moskva og hele Rusland            |                                       | Mikhail Vorotynskij, Feltmarskal                     |                          | Aleksandr Griboyedov, forfatter og diplomat       |
|                          | Alexius, Metropolit for Kijev og Moskva                            |                          | Mikhail Romanov, første Romanov-zar                       |                                       | Daniil Sjtjenja, militær leder                       |                          | Mikhail Lermontov, poet og forfatter              |
|                          | Sergij Radonekhskij, åndelig leder                                 |                          | Filaret, Patriark af Moskva                               |                                       | Marfa Boretskaja, Posadnik af Novgorod               |                          | Aleksandr Pusjkin, poet og forfatter              |
|                          | Peter Mogila, Metropolit af Kijev                                  |                          | Afanasy Ordin-Nashchokin, diplomat                        |                                       | Yermak Timofeyevich, kosakleder                      |                          | Nikolaj Gogol, forfatter                          |
|                          | Zosima af Solovki, grundlægger af klosteret i Solovetskij          |                          | Artamon Matvejev, statsmand og diplomat                   |                                       | Mikhail Skopin-Sjujskij, militærleder                |                          | Mikhail Glinka, komponist                         |
|                          | Maximus grækeren, forfatter                                        |                          | Aleksej af Rusland, zar                                   |                                       | Dmitrij Pozjarskij, fyrste                           |                          | Karl Briullov, Maler                              |
|                          | Savvatij, grundlægger af klosteret i Solovetskij                   |                          | Peter den Store, zar og Ruslands første kejser            |                                       | Kuzma Minin, leder af folkehæren                     |                          | Dmitrij Bortnjanskij, komponist                   |
|                          | Jonas af Moskva, Metropolit af Moskva                              |                          | Jakov Dolgorukov, rådgiver til Peter den Store            |                                       | Avraamij Palitsyn, munk og forfatter                 |                          |                                                   |
|                          | Macarius, Metropolit af Moskva                                     |                          | Ivan Betskoj, statsmand og refomist                       |                                       | Bogdan Khmelnytskij, hétman for zaporogkosakkerne    |                          |                                                   |
|                          | Varsonofius, ærkebiskop af Tver                                    |                          | Katarina den Store, kejserinde                            |                                       | Ivan Susanin, folkehelt                              |                          |                                                   |
|                          | Gurij, ærkebiskop af Kazan                                         |                          | Aleksander Bezborodko, statsmand og diplomat              |                                       | Boris Sheremetev, feltmarskal og diplomat            |                          |                                                   |
|                          | Konstantin Ostrozhsky, fyrste og vojvod af Kijev                   |                          | Grigorij Potjomkin, statsmand og diplomat                 |                                       | Mikhail Golitsyn, feltmarskal                        |                          |                                                   |
|                          | Nikon, Patriark af Moskva                                          |                          | Viktor Kotjubej, statsmand og diplomat                    |                                       | Pjotr Saltykov, feltmarskal                          |                          |                                                   |
|                          | Fjodor Rtishtjev, filantrop                                        |                          | Aleksandr I, kejser                                       |                                       | Burkhard von Münnich, feltmarskal                    |                          |                                                   |
|                          | Dimitrij af Rostov, gejstlig og komponist                          |                          | Mikhail Speransky, statsmand                              |                                       | Aleksej Orlov, general                               |                          |                                                   |
|                          | Tikhon af Zadonsk, Archbishop of Ladoga and Voronezh               |                          | Mikhail Vorontsov, feltmarskal                            |                                       | Pjotr Rumjantsev, feltmarskal                        |                          |                                                   |
|                          | Mitrofan, ærkebiskop of Voronezh                                   |                          | Nicholas I, Emperor                                       |                                       | Alexander Suvorov, Generalissimo                     |                          |                                                   |
|                          | Georgij Konisskij, ærkebiskop of Belarus                           |                          |                                                           | Michael Barclay de Tolly, feltmarskal |                                                      |                          |                                                   |
|                          | Feofan Prokopovitj, ærkebiskop af Novgorod; statsmand              |                          | Mikhail Kutuzov, feltmarskal                              |                                       |                                                      |                          |                                                   |
|                          | Platon Levsjin, Metropolit af Moskva                               |                          | Dmitrij Senjavin, Admiral                                 |                                       |                                                      |                          |                                                   |
|                          | Innocent, ærkebiskop af Chersonesos Taurica                        |                          | Matvei Platov, general                                    |                                       |                                                      |                          |                                                   |
|                          |                                                                    | Pjotr Bagration, general |                                                           |                                       |                                                      |                          |                                                   |
|                          | Karl Diebitsch-Zabalkanskij, feltmarskal                           |                          |                                                           |                                       |                                                      |                          |                                                   |
|                          | Ivan Paskevitj, feltmarskal                                        |                          |                                                           |                                       |                                                      |                          |                                                   |
|                          | Mikhail Lazarev, Admiral                                           |                          |                                                           |                                       |                                                      |                          |                                                   |
|                          | Vladimir Kornilov, viceadmiral                                     |                          |                                                           |                                       |                                                      |                          |                                                   |
|                          | Pavel Nakhimov, Admiral                                            |                          |                                                           |                                       |                                                      |                          |                                                   |

## Galleri
- Oplysningstidens mænd
- Statsmænd
- Militærmænd
- Kunstnere
- Afsløring af monumentet i 1862
- Ruslands årtusinde afbildet på en russisk pengeseddel
- Eringdringsmønt udstedt i USSR i 1988